# The Wild
The Wild is een Canadees-Amerikaanse computeranimatiefilm, uitgebracht (maar niet geproduceerd) in 2006 door Walt Disney Pictures. De film is geregisseerd door Steve 'Spaz' Williams, en geproduceerd door Clint Goldman en Jim Burton. De studio C.O.R.E. Feature Animation heeft deze film gemaakt.

## Verhaal
De film begint in de dierentuin van New York, waar de leeuw Samson zijn zoon Ryan sterke verhalen vertelt over toen hij nog in de wildernis leefde. Hij stond er volgens eigen zeggen om bekend hele kuddes gnoes te kunnen verjagen met zijn brul. Ryan zelf heeft enorme moeite met brullen, tot zijn grote schaamte.
Ryan raakt per ongeluk verzeild in een kist, die samen met enkele andere kisten waarin dieren zitten die weer worden uitgezet in het wild naar Afrika zal worden gebracht. Samson breekt uit zijn verblijf en gaat hem achterna, samen met de grijze eekhoorn Benny, de koala Nigel, de anaconda Larry en de Somalische giraffe Bridget. Tijdens hun tocht door New York komt de groep onder andere zwerfhonden en alligators tegen. Uiteindelijk bereiken ze de haven, waar Ryan met kist en al op een schip geladen is. Samson en co stelen een boot om Ryans schip te achtervolgen. Na enkele dagen bereiken ze Afrika. Ze zien Ryan uit zijn kist kruipen, maar kunnen hem niet tijdig bereiken en raken hem kwijt in de jungle.
Tijdens de zoektocht naar Ryan blijkt dat Samson totaal niet op de hoogte blijkt van de gevaren van de jungle. Uiteindelijk biecht hij op dat al zijn verhalen maar verzonnen waren, en hij nooit in het wild heeft geleefd. Hij is opgegroeid in een circus en kon net als Ryan nu niet brullen toen hij nog jong was. Nigel loopt een kudde gnoes tegen het lijf, die in hem een goddelijke leider zien die is gekomen om hen te helpen met een ritueel waarbij ze de rollen in de voedselketen willen omdraaien; zij willen de roofdieren worden en voortaan op de leeuwen jagen in plaats van andersom. Ryan wordt door hen gevangen en meegenomen naar een vulkaan als offer.
Met behulp van een groep kameleons kan Samson de vulkaan binnendringen. Hij vecht het uit met Kazar, de leider van de gnoes. Ryan komt hem te hulp en leert eindelijk te brullen als een echte leeuw. Samson brult met hem mee, en samen produceren ze zoveel lawaai dat de vulkaan tot uitbarsting komt. Kazar wordt gedood door een vallend rotsblok. Samson, Ryan, Benny, Nigel, Bridget, Larry en de gnoes kunnen terugvluchten naar de boot. Ze beginnen aan de tocht terug naar huis.

## Rolverdeling
| Stemacteur               | Nederlands/Vlaamse stem | Personage                 |
| ------------------------ | ----------------------- | ------------------------- |
| Kiefer Sutherland        | Lucas Van den Eynde     | Samson                    |
| Dominic Scott Kay        | Kobe Vermeulen          | Jonge Samson              |
| Jim Belushi              | Rob Kamphues            | Benny                     |
| Greg Cipes               | Felix Peeters           | Ryan                      |
| Eddie Izzard             | Frans van Deursen       | Nigel                     |
| Janeane Garofalo         | Tine Embrechts          | Bridget                   |
| Richard Kind             | Johnny Kraaijkamp jr.   | Larry                     |
| William Shatner          | Vic De Wachter          | Kazar                     |
| Chris Edgerly            | Finn Poncin             | Cloak                     |
| Bob Joles                | Frans Limburg           | Camo                      |
| Patrick Warburton        | Bart Oomen              | Blag                      |
| Don Cherry               | Michel Van Dousselaere  | Turtle Curling Penguin MC |
| Lenny Venito             | Chris Van den Durpel    | Stan                      |
| Joseph Siravo            | Chris Van den Durpel    | Carmine                   |
| Miles Marsico            | Bart Bosch              | Duke                      |
| Jack DeSena              | Dennis Kivit            | Eze                       |
| Colin Hay                | Finn Poncin             | Fergus                    |
| Eddie Gossling           | Finn Poncin             | Scraw                     |
| Jonathan Kimmel          | Reinder van der Naalt   | Scab                      |
| Colin Cunningham         | Reinder van der Naalt   | Colin                     |
| Phil Daniels             | Door Van Boeckel        | Hamir                     |
| Kevin Michael Richardson | Michel Van Dousselaere  | Samson's vader            |

## Achtergrond

### Vergelijking met Madagascar
De film kreeg enkele negatieve beoordelingen van critici, die vonden dat het verhaal te sterk leek op de film Madagascar, een film van Dreamworks. Op Movies.com werd de film beschreven als een combinatie van Madagascar met Finding Nemo en wat elementen van The Lion King.
De film vertoont bij nadere bestudering inderdaad een groot aantal overeenkomsten met Madagascar. Zo komen in beide films de dieren uit een dierentuin in New York, hebben ze beide als primaire plot het introduceren van dierentuindieren in de wildernis, en staan er soortgelijke personages centraal.
Het was niet de eerste keer dat Disney en Dreamworks films uitbrachten met gelijke thema’s. In 1998 kwamen Disney en Dreamworks beide met een film over mieren: Een luizenleven  en Antz. In 2000 verschenen de films The Road to El Dorado en Keizer Kuzco, die zich beide afspeelden in het oude Centraal-/Zuid-Amerika. In 2001 kwamen beide bedrijven met een film over een monster: Monsters Inc. en Shrek.

### Filmmuziek
De muziek van de film is gecomponeerd door Alan Silvestri. De film bevat de volgende gezongen nummers:
- "Real Wild Child" – Everlife
- "Good Enough" – Lifehouse
- "Really Nice Day" – Eric Idle en John Du Prez
- "Big Time Boopin'" – Big Bad Voodoo Daddy
- "Come Sail Away" – Styx.

De volgende nummers worden gebruikt als achtergrondmuziek:
- "Tales From The Wild"
- "You Can't Roar"
- "Lost In The City"
- "The Wild Clocks" (Coldplay)

## Prijzen en nominaties
In 2006 werd The Wild genomineerd voor een Artios Award voor Best Animated Voice-Over Feature Casting (Jen Rudin en Corbin Bronson)